# Prometheus (film)
Prometheus is een Amerikaanse-Britse sciencefictionfilm uit 2012, in een regie van Ridley Scott.
Prometheus is de prequel van de Alien-filmreeks, maar volgt een eigen verhaallijn die niet direct met de Alien-films is verbonden. De hoofdrollen worden gespeeld door Noomi Rapace, Michael Fassbender, Guy Pearce, Idris Elba, Logan Marshall-Green en Charlize Theron. De film ging in Parijs op 11 april 2012 in première.

## Verhaal
In 2089 ontdekt een team van wetenschappers afbeeldingen van een aantal bollen in een grot op het eiland Skye in Schotland. Het ontwerp van de tekeningen komt terug in verschillende oude beschavingen, waaronder ook het Oude Egypte, de Mayacultuur, de Soemer, Babylonië, Hawaï en Mesopotamië. Deze eeuwenoude beschavingen hebben nooit contact met elkaar gehad, en toch zijn de bollen telkens weergegeven in dezelfde configuratie. 
De pictogrammen laten telkens mannen zien die gigantische wezens aanbidden die naar de sterren wijzen. Het enige galactische systeem dat overeenkwam was zo ver van de Aarde verwijderd, dat er geen manier is waarop deze primitieve oude beschavingen er mogelijk van hebben geweten. Het aangeduide systeem heeft blijkbaar een zon, net zoals de onze. Op basis van onze langeafstandsscans leek er een planeet te zijn. Slechts één planeet met een maan, in staat om het leven te ondersteunen. 
Het team denkt dat op deze maan de scheppers van de mensheid leven. Zij noemen deze scheppers 'Engineers'. Het team vraagt zich af waarom deze Engineers de mensen zouden hebben gecreëerd en gaat op expeditie naar die maan. Bij hen is de androïde David, die is gespecialiseerd in alle talen, inclusief de prehistorische, om met de Engineers te kunnen communiceren.
Eenmaal op de maan aangekomen, landen ze bij een grote, massieve, koepelvormige structuur, die ze verkennen. Ergens in de koepel treffen ze op de grond een dood wezen aan, dat onthoofd is door een deur. Ze denken dat dit een Engineer is. David weet deze deur open te krijgen door middel van een code. In deze ruimte zien zij een groot beeld van een hoofd dat ontzettend veel op dat van een mens gelijkt. Ook staan er in de ruimte een heleboel cilinders. Ongemerkt neemt David een van die cilinders mee. 
De leiders van de expeditie die nog in het ruimteschip zaten waarschuwen de wetenschappers dat er een dodelijke storm van silicadeeltjes aankomt. Zij haasten zich terug naar het ruimteschip en nemen het hoofd van het dode wezen mee. Twee van de wetenschappers, Millburn en Fifield, waren eerder al richting de uitgang teruggekeerd om naar het schip terug te gaan, maar zijn echter verdwaald en zo genoodzaakt om de hele nacht in de koepel te blijven.
In het ruimteschip onderzoeken ze een vreemd hoofd waarvan ze denken dat het van een Engineer is. Het blijkt een helm te zijn. In de helm vinden ze een mensenhoofd. Als zij een DNA-monster van het hoofd met mensen-DNA vergelijken, is er 100% overeenkomst. Millburn en Fifield vinden in de koepel ook een aantal levenloze Engineers. Via de camera's op hun helmen kan men vanaf het ruimteschip zien wat de wetenschappers zien. David vraagt aan een van de wetenschappers, Dr. Charlie Holloway, wat hij ervoor over zou hebben om de doodsoorzaak van de Engineers te achterhalen. Dr. Holloway bekent hier alles voor over te hebben. David geeft hem een glas met drank, waarin hij ongezien een druppel van een zwarte vloeistof, die hij uit de cilinder heeft gehaald, heeft gedaan.
De volgende dag gaan ze terug naar de koepel, waar ze Millburn dood aantreffen. Tijdens deze ontdekking wordt Dr. Holloway onwel. Snel gaat het team terug naar het ruimteschip. Meredith Vickers, die de leiding van de expeditie heeft, wil echter niet dat hij het ruimteschip ingaat en zo de hele bemanning met een virus infecteert. De wetenschappers krijgen de keuze: het schip op, of bij Dr. Holloway achterblijven. Iedereen behalve Dr. Elizabeth Shaw, die een relatie met Dr. Holloway heeft, gaat het schip in. Omdat Dr. Holloway niet wil dat zij alleen achterblijft (hij voelt dat hij zal sterven) loopt hij het schip in en wordt met een vlammenwerper verbrand. 
Een gemuteerde Fifield valt de andere bemanningsleden aan en weet er verschillende te doden voor hij zelf gedood wordt. Het schip gaat in quarantaine om er zeker van te zijn dat niemand van de wetenschappers het virus draagt. Dr. Shaw blijkt drie maanden zwanger. Dit is nochtans onmogelijk, aangezien haar enige geslachtsgemeenschap met Dr. Holloway zo'n tien uur geleden was. Ze opereert zichzelf in een machine, die eigenlijk voor mannen bedoeld is, en haalt de foetus uit haar buik. Het blijkt een inktvisachtig wezen te zijn. Ze vlucht weg uit de machine, sluit de deur af en laat het wezen achter.
Ze komt in een ruimte met Peter Weyland, de eigenaar van de organisatie die de reis financiert. Hij hoopt contact te kunnen maken met de Engineers. Als ze de mensen zouden hebben geschapen, dan zouden ze toch ook hun dood kunnen uitstellen? dacht hij. Ze gaan naar een geheime ruimte in de koepel, die David had ontdekt. De ruimte is een soort grote kaart van het heelal. Ook is er een machine waarin een Engineer in leven wordt gehouden zonder te verouderen. David wekt de Engineer en stelt hem de vraag van Weyland. De Engineer wordt boos en slaat alle aanwezigen neer. Alleen Dr. Shaw weet te ontsnappen. De Engineer start de koepel die een ruimteschip blijkt te zijn.
Nu pas wordt Dr. Shaw alles duidelijk. De zwarte vloeistof in de cilinders is een massavernietigingswapen om de mensheid te vernietigen. Het vernietigt het DNA van geïnfecteerde personen. Dit was ook met Dr. Holloway gebeurd. De maan was een militaire basis. De Engineers hadden er blijkbaar spijt van gekregen dat ze de mensen hadden gemaakt. Snel bericht ze deze conclusie aan Captain Janek, Vickers, Ravel en Chance, de laatste overlevenden in het ruimteschip. Vickers ontsnapt op tijd uit het schip voordat de anderen het ruimteschip van de Engineer laten neerstorten door er met hun eigen schip op in te vliegen. Vickers wordt verpletterd door het gecrashte schip.
De woedende Engineer ontsnapt uit zijn ruimteschip en gaat achter Dr. Shaw aan die als laatste is overgebleven. David, die nog functioneert maar niet meer kan bewegen, waarschuwt haar via een bericht. Dr. Shaw gaat een reddingsschip van het originele schip binnen dat de drie mannen voor haar hebben ontkoppeld en hoort daar vreemde geluiden. Ze pakt een bijl, gaat op zoek en vindt de ruimte met de operatiemachine. Achter de deur ziet ze het octopusachtige wezen dat zij zelf had gebaard en dat groter is gegroeid dan zijzelf. De Engineer komt op dat moment het reddingsschip in en probeert haar aan te vallen. Dr. Shaw opent de deur van de operatiemachine en de Engineer wordt aangevallen door het octopusachtige wezen. Later vindt ze David terug. Die vertelt haar dat er op de maan nog meer ruimteschepen verborgen zijn. Ze weten er een te vinden en vertrekken ermee. Niet terug naar de Aarde, maar naar de planeet waar de Engineers oorspronkelijk vandaan kwamen. Ze wil weten waarom de Engineers de mensheid wilden creëren en weer vernietigen.
Nadat ze wegvliegen gaat het beeld weer naar de dode Engineer die opeens aan het trillen is. Uit zijn buik komt een raar wezen dat sprekend gelijkt op de alien uit de film Alien van Ridley Scott, die ook de film Prometheus heeft gemaakt.
Dat Dr. Shaw en David op weg zijn gegaan naar de oorspronkelijke planeet van de Engineers, biedt de mogelijkheid van een vervolgfilm.

## Rolverdeling
- Noomi Rapace: Elizabeth Shaw
- Michael Fassbender: David
- Charlize Theron: Meredith Vickers
- Idris Elba: Kapitein Janek
- Guy Pearce: Peter Weyland
- Logan Marshall-Green: Charlie Holloway
- Sean Harris: Fifield
- Rafe Spall: Milburn
- Emun Elliott: Chance
- Benedict Wong: Ravel
- Kate Dickie: Ford

## Spin-off of prequel?
Een groot discussiepunt is de vraag of Prometheus een spin-off of een prequel van de Alien-films is. Hoewel de film zich duidelijk in hetzelfde universum afspeelt, landt de bemanning van de Nostromo in Alien op planeet LV-426, terwijl Prometheus zich afspeelt op de maan LV-223. En het ruimteschip dat in de film te zien valt kan chronologisch gezien niet hetzelfde zijn als dat in de eerste film, doordat de Alien in het schip daar gedurende duizenden jaren is gefossiliseerd en Alien zich enkele jaren na de gebeurtenissen van Prometheus afspeelt.
Regisseur Ridley Scott heeft de kwestie er niet makkelijker op gemaakt, door bij de aankondiging van Prometheus te zeggen dat hij bezig was een prequel van Alien te maken, terwijl hij later zei dat dit project bijna niks met de originele films te maken heeft. Weer later zei hij in een interview dat hij twee prequels van Alien maakte, waarvan Prometheus er één was.

## Achtergrond

### Ontwikkeling
De ontwikkeling van een vijfde film uit de Alien-franchise begon in 2002, toen Ridley Scott besloot weer terug te keren naar de filmreeks die hem beroemd had gemaakt. Ook actrice Sigourney Weaver had interesse om opnieuw in een Alien-film mee te spelen. Regisseur James Cameron werd eveneens bij het project betrokken. Op aandringen van 20th Century Fox werd de nieuwe film echter een cross-over met de Predator-reeks; Alien vs. Predator
In mei 2009 maakte Fox bekend dat er nog steeds plannen waren voor een nieuwe Alien-film, die een "reboot" moest worden van de reeks. Dit project liep in juni 2009 vertraging op vanwege een onenigheid tussen Fox en Scott over het inhuren van regisseur Carl Erik Rinsch. Fox wilde de film alleen maken als Scott deze zelf zou regisseren. Uiteindelijk stemde Scott toe. De film moest in december 2011 uitkomen, maar die deadline werd niet gehaald. In juni 2010 was het eerste scenario, geschreven door Jon Spaihts, voltooid. Spaihts idee was dat de film een directe prequel van Alien moest worden, maar Scott vond dat het einde van de film dan te voorspelbaar zou zijn. Dus werd Damon Lindelof ingehuurd om het te bewerken tot een origineler verhaal. Besloten werd dat de film weliswaar in hetzelfde fictieve universum speelt als de Alien-franchise, maar qua verhaal genoeg los zou staan van de vorige films om op zichzelf bekeken te kunnen worden en eventueel zelf een vervolg te kunnen krijgen. Het uiteindelijke verhaal is deels gebaseerd op het verhaal Chariots of the Gods? (Waren de goden kosmonauten?) van Erich von Däniken, waarin gesuggereerd wordt dat het leven op aarde een buitenaardse oorsprong kent.
De film kreeg de werktitel Paradise, gebaseerd op het gedicht Paradise Lost. Scott vond deze titel ongeschikt als definitieve titel omdat hij bang was dat het te veel over het verhaal zou verraden. Fox-CEO Thomas Rothman stelde de titel Prometheus voor, die in januari 2011 als officiële titel werd aangenomen.

### Productie
De voorproductie begon in april 2010. Tijdens de productie werd alles omtrent de film uiterst geheim gehouden zodat niet al vroegtijdig bekend zou worden dat het een prequel op Alien betrof. Scott liet alle medewerkers en acteurs contracten tekenen dat ze niks zouden verraden over het verhaal. Scott wilde tevens dat special effects zo veel mogelijk tijdens de opnames al gerealiseerd werden, en computeranimatie alleen zou worden toegepast waar dit niet anders kan. Cinematograaf Darius Wolski overtuigde Scott dat het mogelijk was de film in 3D te filmen. Hoewel het zijn eerste 3D-film was, vond Scott achteraf het proces erg makkelijk.
De film begon met een budget van $120–130 miljoen. De opnames moesten zes maanden gaan duren, en begonnen op 21 maart 2011 in de Shepperton Studios in Engeland. De film maakte gebruik van de 007 Stage, en breidde deze uit naar 16 sets. In juli werd de productie verplaatst naar IJsland, waar gedurende twee weken werd gefilmd rond de Hekla. 160 IJslanders kwamen de crew versterken tijdens deze opnames. Verder vonden opnames plaats bij de Dettifoss, de Mojavewoestijn, Skye en Spanje. Marokko was ook een potentiële filmlocatie, maar de protesten horend bij de Arabische lente gooiden roet in het eten. Scott vermeed zo veel mogelijk het gebruik van greenscreen.
Arthur Max had de leiding over het uiteindelijke ontwerp van de film, zoals de visuele sets en de ruimteschepen. Hiervoor werden de schepen uit Alien als voorbeeld gebruikt, en aangepast om ze wat minder modern (en dus uit een eerder tijdperk) te laten lijken.

### Muziek
Marc Streitenfeld, die al vaker met Scott had samengewerkt, componeerde de muziek voor Prometheus. De muziek werd in een week tijd opgenomen met een 90 leden tellend orkest. Opnames vonden plaats in de Abbey Road Studios in Londen, Engeland. Streintenfeld liet het orkest sommige muziekstukken achterstevoren spelen, en draaide het geluid daarna digitaal om, om alles zo beter te laten klinken voor de scènes waar deze muziek bij moest horen.
Het muziekalbum werd op 15 mei 2012 uitgebracht via iTunes.
Het album omvat de volgende nummers:
| 1.                 | A Planet             | Marc Streitenfeld      | 02:36 |
| 2.                 | Going In             | Marc Streitenfeld      | 02:06 |
| 3.                 | Engineers            | Marc Streitenfeld      | 02:32 |
| 4.                 | Life                 | Harry Gregson-Williams | 02:33 |
| 5.                 | Weyland              | Marc Streitenfeld      | 02:07 |
| 6.                 | Discovery            | Marc Streitenfeld      | 02:35 |
| 7.                 | Not Human            | Marc Streitenfeld      | 01:51 |
| 8.                 | Too Close            | Marc Streitenfeld      | 03:23 |
| 9.                 | Try Harder           | Marc Streitenfeld      | 01:16 |
| 10.                | David                | Marc Streitenfeld      | 03:02 |
| 11.                | Hammerpede           | Marc Streitenfeld      | 02:46 |
| 12.                | We Were Right        | Harry Gregson-Williams | 02:45 |
| 13.                | Earth                | Marc Streitenfeld      | 02:38 |
| 14.                | Infected             | Marc Streitenfeld      | 01:59 |
| 15.                | Hyper Sleep          | Marc Streitenfeld      | 02:03 |
| 16.                | Small Beginnings     | Marc Streitenfeld      | 02:14 |
| 17.                | Hello Mommy          | Marc Streitenfeld      | 02:06 |
| 18.                | Friend from the Past | Marc Streitenfeld      | 01:16 |
| 19.                | Dazed                | Marc Streitenfeld      | 04:32 |
| 20.                | Space Jockey         | Marc Streitenfeld      | 01:32 |
| 21.                | Collision            | Marc Streitenfeld      | 03:08 |
| 22.                | Debris               | Marc Streitenfeld      | 00:47 |
| 23.                | Planting the Seed    | Marc Streitenfeld      | 01:38 |
| 24.                | Invitation           | Marc Streitenfeld      | 02:18 |
| 25.                | Birth                | Marc Streitenfeld      | 01:26 |
| Totale duur: 57:07 |                      |                        |       |

### Reclamecampagne

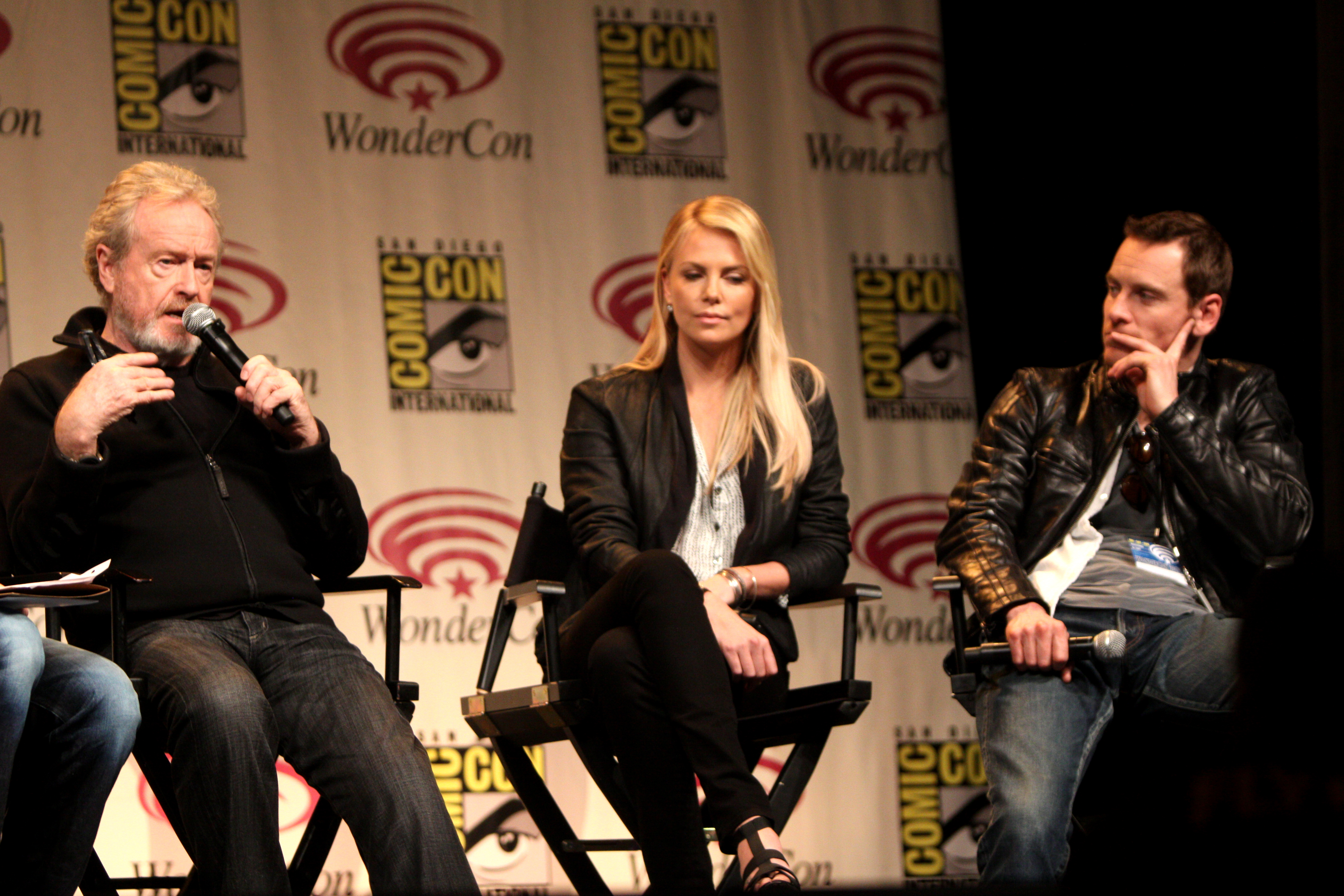
Ridley Scott, Charlize Theron en Michael Fassbender promoten de film op WonderCon in maart 2012.

De reclamecampagne van Prometheus begon in juli 2011 op de San Diego Comic-Con International, waar een voorvertoning van enkele beelden uit de film werd gehouden. Een teaserposter werd op 14 december 2011 onthuld. Op 17 maart 2012 ging de eerste trailer van de film in première op de WonderCon.
In februari 2012 begon een internetcampagne, met een internetvideo waarin het personage Peter Weyland zijn visie op de toekomst geeft. Op de WonderCon kregen mensen Weyland Corporation-visitekaartjes uitgereikt, met daarop een website en telefoonnummer. Wie het nummer belde kreeg een automatisch ingesproken bericht, dat zogenaamd van de Weyland Corporation zou zijn, te horen, waarin naar een viral video werd verwezen.

### Uitgave en ontvangst
De première van Prometheus vond plaats op 31 mei 2012 in de Empire-cinema in Londen. In het Verenigd Koninkrijk werd voor 1,6 miljoen dollar aan kaartjes reeds voor de première verkocht. Daarmee werd Prometheus een van de meest vooraf geboekte films van 2012.
Op 10 juni 2012 had de film reeds $50.000.000 opgebracht in Noord-Amerika, en $91.500.000 daarbuiten. De film werd met gemengde tot positieve reacties ontvangen door critici. Op Rotten Tomatoes gaf 73% van de recensenten de film een goede beoordeling. Todd McCarthy van The Hollywood Reporter prees de film om de visuele effecten. Roger Ebert en Richard Roeper gaven Prometheus in hun show, Richard & Roeper, allebei de hoogst mogelijke score. Jonathan Crocker van Total Film vermeldde dat de plot van de film genoeg samenhangt met Alien om duidelijk te maken dat de twee films verbonden zijn, maar toch ook genoeg nieuw materiaal bevat om de film op zichzelf te laten staan. Niet alle recensies waren echter gunstig. A. O. Scott van The New York Times noemde het verhaal zwak en net als bij meerdere films van Ridley Scott was een gebrek aan "character developement" een veelgenoemd probleem.

## Trivia
De androïde David heeft een fascinatie voor de film Lawrence of Arabia van producent David Lean. David citeert het personage Prins Feisal tijdens de landing, op het moment dat het oppervlak van de vreemde maan in zicht komt: "There is nothing in the desert and no man needs nothing". Dit is een verwijzing naar de filmlocatie: zowel Lawrence of Arabia als de buitenscènes in Prometheus zijn gedraaid in Wadi Rum in Jordanië.